# Danh sách cầu thủ tham dự giải vô địch bóng đá U-17 thế giới 2001

## Bảng A

### Trinidad và Tobago
Huấn luyện viên:  Renê Simões
| Số | Vt | Cầu thủ              | Ngày sinh (tuổi)            | Số trận | Câu lạc bộ             |
| -- | -- | -------------------- | --------------------------- | ------- | ---------------------- |
| 1  | TM | Marvin Phillip       | 1 tháng 8, 1984 (17 tuổi)   |         | Presentation College   |
| 2  | HV | Julius James         | 9 tháng 7, 1984 (17 tuổi)   |         | St Anthony's College   |
| 3  | HV | Lee Haynes           | 4 tháng 9, 1984 (17 tuổi)   |         | St Benedict's College  |
| 4  | HV | Devon Bristol        | 10 tháng 1, 1984 (17 tuổi)  |         | Carapichaima Secondary |
| 5  | TV | Terrence McAllister  | 11 tháng 5, 1984 (17 tuổi)  |         | El Dorado Senior       |
| 6  | HV | Kenwyne Jones        | 5 tháng 10, 1984 (16 tuổi)  |         | St Anthony's College   |
| 7  | TĐ | Jerol Forbes         | 22 tháng 12, 1984 (16 tuổi) |         | Narapima College       |
| 8  | TV | Roderick Anthony     | 30 tháng 4, 1984 (17 tuổi)  |         | Narapima College       |
| 9  | TV | Cyrone Edwards       | 18 tháng 6, 1984 (17 tuổi)  |         | Trinity College        |
| 10 | TV | Devon Leacock        | 24 tháng 11, 1984 (16 tuổi) |         | St Benedict's College  |
| 11 | TV | Kerron Phillips      | 29 tháng 5, 1984 (17 tuổi)  |         | Arrima Senior          |
| 12 | TV | Jamal Hamid          | 24 tháng 8, 1984 (17 tuổi)  |         | Arrima Senior          |
| 13 | HV | Khalil Mathura       | 18 tháng 1, 1984 (17 tuổi)  |         | St Mary's College      |
| 14 | TĐ | André Alexis         | 31 tháng 7, 1984 (17 tuổi)  |         | St Benedict's College  |
| 15 | TĐ | Nkosi Blackman       | 8 tháng 4, 1984 (17 tuổi)   |         | St Benedict's College  |
| 16 | TV | Ochieng Abosi        | 1 tháng 6, 1984 (17 tuổi)   |         | El Dorado Senior       |
| 17 | HV | Makan Hislop         | 3 tháng 9, 1984 (17 tuổi)   |         | Signal Hill Senior     |
| 18 | TM | Jan-Michael Williams | 26 tháng 10, 1984 (16 tuổi) |         | St Anthony's College   |

### Croatia
Huấn luyện viên:  Martin Novoselac
| Số | Vt | Cầu thủ          | Ngày sinh (tuổi)           | Số trận | Câu lạc bộ    |
| -- | -- | ---------------- | -------------------------- | ------- | ------------- |
| 1  | TM | Dario Krešić     | 11 tháng 1, 1984 (17 tuổi) |         | VfB Stuttgart |
| 2  | TV | Drago Papa       | 9 tháng 2, 1984 (17 tuổi)  |         | Dinamo Zagreb |
| 3  | TV | Hrvoje Čale      | 4 tháng 3, 1985 (16 tuổi)  |         | Dinamo Zagreb |
| 4  | HV | Domagoj Skeja    | 15 tháng 4, 1984 (17 tuổi) |         | NK Zagreb     |
| 5  | HV | Silvio Cavrić    | 10 tháng 7, 1985 (16 tuổi) |         | Istra         |
| 6  | HV | Marko Bašić      | 13 tháng 9, 1984 (17 tuổi) |         | Dinamo Zagreb |
| 7  | TV | Dejan Prijić     | 2 tháng 1, 1984 (17 tuổi)  |         | Osijek        |
| 8  | TV | Mario Grgurović  | 2 tháng 2, 1985 (16 tuổi)  |         | Hajduk Split  |
| 9  | TĐ | Igor Ružak       | 15 tháng 1, 1984 (17 tuổi) |         | Osijek        |
| 10 | TĐ | Niko Kranjčar    | 13 tháng 8, 1984 (17 tuổi) |         | Dinamo Zagreb |
| 11 | TĐ | Ivan Grivičić    | 22 tháng 6, 1984 (17 tuổi) |         | Hajduk Split  |
| 12 | HV | Igor Lozo        | 2 tháng 3, 1984 (17 tuổi)  |         | Hajduk Split  |
| 13 | TĐ | Ahmad Sharbini   | 21 tháng 2, 1984 (17 tuổi) |         | Rijeka        |
| 14 | TĐ | Tomislav Lukašek | 16 tháng 3, 1984 (17 tuổi) |         | Osijek        |
| 15 | TĐ | Leonardo Barnjak | 31 tháng 1, 1984 (17 tuổi) |         | Dinamo Zagreb |
| 16 | TV | Kruno Jambrušić  | 7 tháng 2, 1984 (17 tuổi)  |         | Slaven Belupo |
| 17 | HV | Asmir Oraščanin  | 28 tháng 6, 1984 (17 tuổi) |         | Dinamo Zagreb |
| 18 | TM | Denis Pintarić   | 25 tháng 9, 1984 (16 tuổi) |         | Osijek        |

### Úc
Huấn luyện viên:  Ange Postecoglou
| Số | Vt | Cầu thủ          | Ngày sinh (tuổi)           | Số trận | Câu lạc bộ                        |
| -- | -- | ---------------- | -------------------------- | ------- | --------------------------------- |
| 1  | TM | Nathan Coe       | 1 tháng 6, 1984 (17 tuổi)  |         | AIS                               |
| 2  | HV | Alex Wilkinson   | 13 tháng 8, 1984 (17 tuổi) |         | Northern Spirit                   |
| 3  | HV | Matthew Hunter   | 29 tháng 4, 1984 (17 tuổi) |         | Northern Spirit                   |
| 4  | HV | Pedj Bojić       | 9 tháng 4, 1984 (17 tuổi)  |         | Parramatta Power                  |
| 5  | HV | Spase Dilevski   | 13 tháng 5, 1985 (16 tuổi) |         | Victorian Institute of Sport      |
| 6  | TV | Adam van Dommele | 5 tháng 9, 1984 (17 tuổi)  |         | South Australian Sports Institute |
| 7  | HV | Brett Studman    | 19 tháng 4, 1985 (16 tuổi) |         | AIS                               |
| 8  | HV | Darren Broxton   | 15 tháng 1, 1984 (17 tuổi) |         | Southampton                       |
| 9  | TV | Carl Valeri      | 14 tháng 8, 1984 (17 tuổi) |         | AIS                               |
| 10 | TV | Anthony Danze    | 15 tháng 3, 1984 (17 tuổi) |         | Perth Glory                       |
| 11 | TV | Fred Agius       | 2 tháng 2, 1984 (17 tuổi)  |         | Playford City                     |
| 12 | TĐ | Ben Stevens      | 13 tháng 1, 1984 (17 tuổi) |         | QAS                               |
| 13 | TĐ | Sean Walsh       | 14 tháng 2, 1984 (17 tuổi) |         | AIS                               |
| 14 | TĐ | Brett Holman     | 27 tháng 3, 1984 (17 tuổi) |         | Parramatta Power                  |
| 15 | TĐ | Jay Lucas        | 14 tháng 1, 1985 (16 tuổi) |         | Southampton                       |
| 16 | TĐ | Matthew Engele   | 22 tháng 4, 1984 (17 tuổi) |         | AIS                               |
| 17 | TĐ | Terry Smith      | 9 tháng 8, 1984 (17 tuổi)  |         | AIS                               |
| 18 | TM | Jacob Rex        | 4 tháng 10, 1984 (16 tuổi) |         | Northern Spirit                   |

### Brasil
Huấn luyện viên:  Sérgio Farias
| Số | Vt | Cầu thủ            | Ngày sinh (tuổi)            | Số trận | Câu lạc bộ       |
| -- | -- | ------------------ | --------------------------- | ------- | ---------------- |
| 1  | TM | Felipe             | 22 tháng 2, 1984 (17 tuổi)  |         | Vitória          |
| 2  | HV | Vinícius           | 21 tháng 11, 1984 (16 tuổi) |         | Palmeiras        |
| 3  | HV | Wendel             | 25 tháng 5, 1984 (17 tuổi)  |         | Corinthians      |
| 4  | HV | Wescley            | 15 tháng 2, 1984 (17 tuổi)  |         | Vasco da Gama    |
| 5  | TV | Alceu              | 7 tháng 5, 1984 (17 tuổi)   |         | Palmeiras        |
| 6  | TV | Fernandes          | 5 tháng 6, 1984 (17 tuổi)   |         | Botafogo         |
| 7  | TĐ | Caetano            | 20 tháng 5, 1984 (17 tuổi)  |         | São Paulo        |
| 8  | TV | Leandro Bomfim     | 8 tháng 1, 1984 (17 tuổi)   |         | Vitória          |
| 9  | TĐ | Bruno              | 7 tháng 7, 1984 (17 tuổi)   |         | Santos           |
| 10 | TV | Diego              | 28 tháng 2, 1985 (16 tuổi)  |         | Santos           |
| 11 | TV | Francisco Alberoni | 16 tháng 5, 1984 (17 tuổi)  |         | Vasco da Gama    |
| 12 | HV | Thiago Junior      | 3 tháng 4, 1984 (17 tuổi)   |         | Atlético Mineiro |
| 13 | TV | Marcelo Mattos     | 10 tháng 2, 1984 (17 tuổi)  |         | Mirassol         |
| 14 | TV | Rodolfo            | 20 tháng 5, 1985 (16 tuổi)  |         | Fluminense       |
| 15 | TV | Júnior             | 27 tháng 4, 1985 (16 tuổi)  |         | Flamengo         |
| 16 | TĐ | Anderson           | 13 tháng 3, 1984 (17 tuổi)  |         | Vasco da Gama    |
| 17 | TĐ | Malzoni            | 5 tháng 1, 1984 (17 tuổi)   |         | Coritiba         |
| 18 | TM | Marcelo            | 2 tháng 3, 1984 (17 tuổi)   |         | Corinthians      |

## Bảng B

### Hoa Kỳ
Huấn luyện viên:  John Ellinger
| Số | Vt | Cầu thủ          | Ngày sinh (tuổi)            | Số trận | Câu lạc bộ        |
| -- | -- | ---------------- | --------------------------- | ------- | ----------------- |
| 1  | TM | Ford Williams    | 20 tháng 2, 1984 (17 tuổi)  |         | CASL Elite        |
| 2  | HV | David Chun       | 30 tháng 3, 1984 (17 tuổi)  |         | Irvine Strikers   |
| 3  | TV | Justin Mapp      | 18 tháng 10, 1984 (16 tuổi) |         | Jackson FC        |
| 4  | TĐ | Paul Johnson     | 22 tháng 1, 1984 (17 tuổi)  |         | SSC Dalglish      |
| 5  | HV | Tyson Wahl       | 23 tháng 2, 1984 (17 tuổi)  |         | Irvine Strikers   |
| 6  | HV | Chris Lancos     | 12 tháng 7, 1984 (17 tuổi)  |         | Middletown North  |
| 7  | TĐ | Mike Magee       | 2 tháng 9, 1984 (17 tuổi)   |         | Chicago Sockers   |
| 8  | HV | Jordan Harvey    | 28 tháng 1, 1984 (17 tuổi)  |         | Irvine Strikers   |
| 9  | TĐ | Santino Quaranta | 14 tháng 10, 1984 (16 tuổi) |         | D.C. United       |
| 10 | TĐ | Eddie Johnson    | 31 tháng 3, 1984 (17 tuổi)  |         | Dallas Burn       |
| 11 | TV | Chefik Simo      | 28 tháng 2, 1984 (17 tuổi)  |         | Solar SC          |
| 12 | HV | Gray Griffin     | 2 tháng 1, 1984 (17 tuổi)   |         | Charlotte SC      |
| 13 | TV | David Johnson    | 16 tháng 1, 1984 (17 tuổi)  |         | AGSS              |
| 14 | HV | Chad Marshall    | 22 tháng 8, 1984 (17 tuổi)  |         | Irvine Strikers   |
| 15 | TV | Jordan Stone     | 16 tháng 3, 1984 (17 tuổi)  |         | Dallas Texans     |
| 16 | TV | Craig Capano     | 7 tháng 7, 1985 (16 tuổi)   |         | Chicago Sockers   |
| 17 | TĐ | Erwin Díaz       | 11 tháng 7, 1984 (17 tuổi)  |         | Bethesda Alliance |
| 18 | TM | Adam Schuerman   | 4 tháng 6, 1984 (17 tuổi)   |         | Elmbrook United   |

### Nhật Bản
Huấn luyện viên:  Kozo Tashima
| Số | Vt | Cầu thủ              | Ngày sinh (tuổi)            | Số trận | Câu lạc bộ                      |
| -- | -- | -------------------- | --------------------------- | ------- | ------------------------------- |
| 1  | TM | Kenta Tokushige      | 9 tháng 3, 1984 (17 tuổi)   |         | Kunimi High School              |
| 2  | HV | Ryota Aoki           | 19 tháng 8, 1984 (17 tuổi)  |         | Municipal Funabashi High School |
| 3  | HV | Kentaro Oi           | 14 tháng 5, 1984 (17 tuổi)  |         | Fujieda Higashi High School     |
| 4  | TV | Masatomo Kuba        | 21 tháng 11, 1984 (16 tuổi) |         |                                 |
| 5  | HV | Tadayo Fukuo         | 6 tháng 5, 1984 (17 tuổi)   |         |                                 |
| 6  | TV | Shingo Nejime        | 22 tháng 12, 1984 (16 tuổi) |         |                                 |
| 7  | TV | Naoya Kikuchi        | 24 tháng 11, 1984 (16 tuổi) |         | Shimizu Commercial High School  |
| 8  | TV | Sho Naruoka          | 31 tháng 5, 1984 (17 tuổi)  |         | Fujieda Higashi High School     |
| 9  | TĐ | Hiroto Mogi          | 2 tháng 3, 1984 (17 tuổi)   |         | Seikō Gakuin High School        |
| 10 | TV | Kohei Kudo           | 28 tháng 8, 1984 (17 tuổi)  |         | JEF United Ichihara             |
| 11 | TĐ | Yutaro Abe           | 5 tháng 10, 1984 (16 tuổi)  |         | Tōin Gakuen High School         |
| 12 | HV | Hisanori Ogawa       | 22 tháng 5, 1984 (17 tuổi)  |         |                                 |
| 13 | TĐ | Sho Kitano           | 20 tháng 11, 1984 (16 tuổi) |         |                                 |
| 14 | TV | Kiyohiro Hirabayashi | 4 tháng 6, 1984 (17 tuổi)   |         |                                 |
| 15 | TĐ | Kisho Yano           | 5 tháng 4, 1984 (17 tuổi)   |         | Hamana H.S.                     |
| 16 | TV | Jungo Fujimoto       | 24 tháng 3, 1984 (17 tuổi)  |         | Toko Gakuen H.S.                |
| 17 | HV | Junichi Takayama     | 18 tháng 8, 1984 (17 tuổi)  |         |                                 |
| 18 | TM | Atsushi Kimura       | 1 tháng 5, 1984 (17 tuổi)   |         |                                 |

### Pháp
Huấn luyện viên:  Jean-François Jodar
| Số | Vt | Cầu thủ                 | Ngày sinh (tuổi)            | Số trận | Câu lạc bộ          |
| -- | -- | ----------------------- | --------------------------- | ------- | ------------------- |
| 1  | TM | Florent Chaigneau       | 21 tháng 3, 1984 (17 tuổi)  |         | Rennes              |
| 2  | HV | Kévin Debris            | 10 tháng 5, 1984 (17 tuổi)  |         | Le Havre            |
| 3  | HV | Jérémy Berthod          | 24 tháng 4, 1984 (17 tuổi)  |         | Lyon                |
| 4  | HV | Julio Colombo           | 22 tháng 2, 1984 (17 tuổi)  |         | Montpellier         |
| 5  | HV | Jacques Faty            | 25 tháng 2, 1984 (17 tuổi)  |         | Rennes              |
| 6  | TV | Gaël Maïa               | 2 tháng 1, 1984 (17 tuổi)   |         | Bordeaux            |
| 7  | TĐ | Anthony Le Tallec       | 3 tháng 10, 1984 (16 tuổi)  |         | Le Havre            |
| 8  | TV | Hassan Yebda            | 14 tháng 5, 1984 (17 tuổi)  |         | Auxerre             |
| 9  | TĐ | Florent Sinama Pongolle | 20 tháng 10, 1984 (16 tuổi) |         | Le Havre            |
| 10 | TV | Mourad Meghni           | 16 tháng 4, 1984 (17 tuổi)  |         | Bologna             |
| 11 | TĐ | Chaouki Ben Saada       | 1 tháng 7, 1984 (17 tuổi)   |         | Bastia              |
| 12 | TV | Emerse Faé              | 24 tháng 1, 1984 (17 tuổi)  |         | Nantes              |
| 13 | HV | Stéphen Drouin          | 27 tháng 1, 1984 (17 tuổi)  |         | Nantes              |
| 14 | HV | Laurent Mohellebi       | 5 tháng 1, 1984 (17 tuổi)   |         | Monaco              |
| 15 | TĐ | Kévin Jacmot            | 22 tháng 3, 1984 (17 tuổi)  |         | Lyon                |
| 16 | TV | Samuel Piètre           | 10 tháng 2, 1984 (17 tuổi)  |         | Paris Saint-Germain |
| 17 | TĐ | Luigi Glombard          | 21 tháng 8, 1984 (17 tuổi)  |         | Nantes              |
| 18 | TM | Michaël Fabre           | 15 tháng 7, 1984 (17 tuổi)  |         | Bologna             |

### Nigeria
Huấn luyện viên:  Abdullahi Musa
| Số | Vt | Cầu thủ           | Ngày sinh (tuổi)            | Số trận | Câu lạc bộ             |
| -- | -- | ----------------- | --------------------------- | ------- | ---------------------- |
| 1  | TM | Osaze Uweluyi     | 10 tháng 9, 1984 (17 tuổi)  |         | Igbino Babes           |
| 2  | HV | Kennedy Chinwo    | 29 tháng 12, 1985 (15 tuổi) |         | Michelin               |
| 3  | HV | Ndala Ibrahim     | 2 tháng 5, 1985 (16 tuổi)   |         | Wikki Tourists         |
| 4  | HV | Emmanuel Baba     | 22 tháng 5, 1985 (16 tuổi)  |         | Jigawa Golden Stars    |
| 5  | TV | Joseph Eyimofe    | 22 tháng 9, 1984 (16 tuổi)  |         | Nigeria Port Authority |
| 6  | TĐ | Richard Eromoigbe | 20 tháng 6, 1984 (17 tuổi)  |         | Nigeria Port Authority |
| 7  | TĐ | Karimu Shaibu     | 10 tháng 12, 1984 (16 tuổi) |         | Bendel Insurance       |
| 8  | TĐ | Austine Nnamdi    | 27 tháng 8, 1985 (16 tuổi)  |         | Nigeria Port Authority |
| 9  | TV | Moses Ayuba       | 3 tháng 5, 1985 (16 tuổi)   |         | Alausa Kaduna          |
| 10 | TĐ | Victor Brown      | 30 tháng 3, 1984 (17 tuổi)  |         | Jasper United          |
| 11 | TV | Femi Opabunmi     | 3 tháng 3, 1985 (16 tuổi)   |         | Shooting Stars         |
| 12 | HV | Ifeanyi Ugo       | 16 tháng 2, 1984 (17 tuổi)  |         | Relaxers               |
| 13 | HV | Soga Sambo        | 5 tháng 10, 1985 (15 tuổi)  |         | Pepsi Football Academy |
| 14 | TV | Kazeem Babatunde  | 1 tháng 1, 1984 (17 tuổi)   |         | Julius Berger          |
| 15 | HV | Cyril Gona        | 25 tháng 9, 1984 (16 tuổi)  |         | Plateau United         |
| 16 | TV | Omonigho Temile   | 16 tháng 7, 1984 (17 tuổi)  |         | Delta United           |
| 17 | HV | Suleiman Mohammed | 12 tháng 1, 1984 (17 tuổi)  |         | Nasawara United        |
| 18 | TM | Bassey Abobo      | 6 tháng 1, 1984 (17 tuổi)   |         | Bayelsa United F.C.    |

## Bảng C

### Oman
Huấn luyện viên:  John Adshead
| Số | Vt | Cầu thủ                | Ngày sinh (tuổi)            | Số trận | Câu lạc bộ |
| -- | -- | ---------------------- | --------------------------- | ------- | ---------- |
| 1  | TM | Ali Al-Ajmi            | 14 tháng 11, 1984 (16 tuổi) |         | Sohar      |
| 2  | HV | Muaz Mohammed Al Alawi | 23 tháng 12, 1984 (16 tuổi) |         | Al-Talia   |
| 3  | HV | Sami Al-Saadi          | 16 tháng 1, 1985 (16 tuổi)  |         | Al-Suwaiq  |
| 4  | HV | Haifar Al-Bulushi      | 1 tháng 3, 1984 (17 tuổi)   |         | Oman FC    |
| 5  | TĐ | Ismail Al-Ajmi         | 9 tháng 6, 1984 (17 tuổi)   |         | Khaboura   |
| 6  | TĐ | Mohammed Al-Hinai      | 19 tháng 7, 1984 (17 tuổi)  |         | Oman FC    |
| 7  | HV | Khalid Al-Shikairi     | 29 tháng 10, 1984 (16 tuổi) |         | Oman FC    |
| 8  | HV | Hafidh Al-Ibrahim      | 26 tháng 10, 1984 (16 tuổi) |         | Al-Hilal   |
| 9  | TĐ | Hassan Zaher           | 7 tháng 1, 1985 (16 tuổi)   |         | Al-Nasr    |
| 10 | TV | Ahmed Hadid            | 18 tháng 7, 1984 (17 tuổi)  |         | Al-Talia   |
| 11 | HV | Sulaiman Al-Shikairi   | 29 tháng 10, 1984 (16 tuổi) |         | Oman FC    |
| 12 | TM | Hani Sabti             | 27 tháng 2, 1984 (17 tuổi)  |         | Zofar      |
| 13 | HV | Yasser Al-Araimi       | 23 tháng 2, 1985 (16 tuổi)  |         | Al-Oruba   |
| 14 | TV | Ahmed Al-Marzoq        | 5 tháng 7, 1984 (17 tuổi)   |         | Zofar      |
| 15 | TV | Khalifa Ayil           | 1 tháng 3, 1984 (17 tuổi)   |         | Oman FC    |
| 16 | TV | Hasan Al-Mukhaini      | 4 tháng 4, 1985 (16 tuổi)   |         | Al-Oruba   |
| 17 | TV | Nabil Al-Bulushi       | 10 tháng 7, 1985 (16 tuổi)  |         | Al-Ahli    |
| 18 | TM | Sulaiman Al-Jadeedi    | 29 tháng 9, 1984 (16 tuổi)  |         | Al-Rustaq  |

### Tây Ban Nha
Huấn luyện viên:  Juan Santisteban
| Số | Vt | Cầu thủ           | Ngày sinh (tuổi)            | Số trận | Câu lạc bộ          |
| -- | -- | ----------------- | --------------------------- | ------- | ------------------- |
| 1  | TM | Jorge Zaparaín    | 26 tháng 4, 1984 (17 tuổi)  |         | Zaragoza            |
| 2  | HV | Jesús             | 21 tháng 4, 1984 (17 tuổi)  |         | Real Madrid         |
| 3  | HV | Javier Tarantino  | 26 tháng 6, 1984 (17 tuổi)  |         | Athletic Bilbao     |
| 4  | HV | Carlos García     | 29 tháng 4, 1984 (17 tuổi)  |         | Espanyol            |
| 5  | HV | Miguel Flaño      | 19 tháng 8, 1984 (17 tuổi)  |         | Osasuna             |
| 6  | TV | Berto             | 18 tháng 2, 1984 (17 tuổi)  |         | Racing Santander    |
| 7  | TV | Guillem Bauzà     | 25 tháng 10, 1984 (16 tuổi) |         | Mallorca            |
| 8  | TV | Andrés Iniesta    | 11 tháng 5, 1984 (17 tuổi)  |         | Barcelona           |
| 9  | TĐ | Senel             | 13 tháng 5, 1984 (17 tuổi)  |         | Celta Vigo          |
| 10 | TV | Diego León        | 16 tháng 1, 1984 (17 tuổi)  |         | Real Madrid         |
| 11 | TV | Sergio Torres     | 2 tháng 3, 1984 (17 tuổi)   |         | Atlético Madrid     |
| 12 | HV | Miguel Palencia   | 2 tháng 1, 1984 (17 tuổi)   |         | Real Madrid         |
| 13 | HV | Melli             | 6 tháng 6, 1984 (17 tuổi)   |         | Real Betis          |
| 14 | TĐ | Fernando Torres   | 20 tháng 3, 1984 (17 tuổi)  |         | Atlético Madrid     |
| 15 | TV | Jaime Gavilán     | 12 tháng 5, 1985 (16 tuổi)  |         | Valencia            |
| 16 | TĐ | Gorka Larrea      | 7 tháng 4, 1984 (17 tuổi)   |         | Real Sociedad       |
| 17 | TĐ | Pepe              | 6 tháng 1, 1984 (17 tuổi)   |         | Deportivo La Coruña |
| 18 | TM | Miguel Ángel Moyà | 2 tháng 4, 1984 (17 tuổi)   |         | Mallorca            |

### Argentina
Huấn luyện viên:  Hugo Tocalli
| Số | Vt | Cầu thủ           | Ngày sinh (tuổi)           | Số trận | Câu lạc bộ         |
| -- | -- | ----------------- | -------------------------- | ------- | ------------------ |
| 1  | TM | Lucas Molina      | 30 tháng 3, 1984 (17 tuổi) |         | Independiente      |
| 2  | HV | Walter García     | 14 tháng 3, 1984 (17 tuổi) |         | Argentinos Juniors |
| 3  | TV | Hernán Mattiuzzo  | 28 tháng 4, 1984 (17 tuổi) |         | San Lorenzo        |
| 4  | HV | Gonzalo Rodríguez | 10 tháng 4, 1984 (17 tuổi) |         | San Lorenzo        |
| 5  | TV | Hugo Colace       | 6 tháng 1, 1984 (17 tuổi)  |         | Argentinos Juniors |
| 6  | HV | Rubén Salina      | 17 tháng 6, 1984 (17 tuổi) |         | Independiente      |
| 7  | TĐ | Maxi López        | 3 tháng 4, 1984 (17 tuổi)  |         | River Plate        |
| 8  | TV | Javier Mascherano | 8 tháng 6, 1984 (17 tuổi)  |         | River Plate        |
| 9  | TĐ | Carlos Tevez      | 5 tháng 2, 1984 (17 tuổi)  |         | Boca Juniors       |
| 10 | TV | Lucas Correa      | 3 tháng 2, 1984 (17 tuổi)  |         | Rosario Central    |
| 11 | TĐ | Mauro Fanari      | 1 tháng 8, 1984 (17 tuổi)  |         | Independiente      |
| 12 | TV | Rubens Sambueza   | 1 tháng 1, 1984 (17 tuổi)  |         | River Plate        |
| 13 | HV | Matías Argüello   | 1 tháng 6, 1984 (17 tuổi)  |         | River Plate        |
| 14 | HV | Raúl Gorostegui   | 13 tháng 5, 1984 (17 tuổi) |         | Vélez Sársfield    |
| 15 | HV | Raúl Osella       | 8 tháng 6, 1984 (17 tuổi)  |         | Boca Juniors       |
| 16 | TV | Pablo Zabaleta    | 16 tháng 1, 1985 (16 tuổi) |         | San Lorenzo        |
| 17 | TĐ | Marcos Aguirre    | 30 tháng 3, 1984 (17 tuổi) |         | Lanús              |
| 18 | TM | Santiago Abete    | 9 tháng 2, 1984 (17 tuổi)  |         | San Lorenzo        |

### Burkina Faso
Huấn luyện viên:  Michel Jacques Yameogo
| Số | Vt | Cầu thủ               | Ngày sinh (tuổi)            | Số trận | Câu lạc bộ          |
| -- | -- | --------------------- | --------------------------- | ------- | ------------------- |
| 1  | TM | Abdoul Kontougomde    | 21 tháng 2, 1984 (17 tuổi)  |         | Kadre               |
| 2  | HV | Lassana Kanouté       | 31 tháng 12, 1984 (16 tuổi) |         | Jeunesse Club       |
| 3  | TV | Hamidou Kere          | 16 tháng 1, 1984 (17 tuổi)  |         | Santos              |
| 4  | TV | Zephirin Sore         | 31 tháng 12, 1984 (16 tuổi) |         | Santos              |
| 5  | HV | Ousmane Dabre         | 19 tháng 3, 1984 (17 tuổi)  |         | Olympic Nahour      |
| 6  | HV | Jeannot Bouyain       | 29 tháng 3, 1985 (16 tuổi)  |         | Planète Champion    |
| 7  | HV | Amadou Coulibaly      | 31 tháng 12, 1984 (16 tuổi) |         | Racing Club de Bobo |
| 8  | TV | Saïdou Panandétiguiri | 22 tháng 3, 1984 (17 tuổi)  |         | Bordeaux            |
| 9  | TĐ | Henoc Conombo         | 13 tháng 6, 1986 (15 tuổi)  |         | Planète Champion    |
| 10 | TV | Abdoul-Aziz Nikiema   | 12 tháng 6, 1985 (16 tuổi)  |         | Bordeaux            |
| 11 | TĐ | Wilfried Sanou        | 16 tháng 3, 1984 (17 tuổi)  |         | WSG Wattens         |
| 12 | TĐ | Abdoulaye Ouédraogo   | 17 tháng 5, 1985 (16 tuổi)  |         | ASF Bobo            |
| 13 | TĐ | Boureima Ouattara     | 13 tháng 1, 1984 (17 tuổi)  |         | ASF Bobo            |
| 14 | TV | Karim Bamba           | 12 tháng 6, 1984 (17 tuổi)  |         | ASF Bobo            |
| 15 | TV | Oumarou Ouédraogo     | 25 tháng 8, 1984 (17 tuổi)  |         | Planète Champion    |
| 16 | TĐ | Wally-Said Korabou    | 8 tháng 1, 1984 (17 tuổi)   |         | Olympic Nahour      |
| 17 | TV | Paul Gorogo           | 31 tháng 12, 1984 (16 tuổi) |         | Santos              |
| 18 | TM | Aboubacar Fofana      | 31 tháng 12, 1984 (16 tuổi) |         | Racing Club de Bobo |

## Bảng D

### Mali
Huấn luyện viên:  Sekou Diallo
| Số | Vt | Cầu thủ             | Ngày sinh (tuổi)            | Số trận | Câu lạc bộ         |
| -- | -- | ------------------- | --------------------------- | ------- | ------------------ |
| 1  | TM | Mamadou Traoré      | 23 tháng 10, 1984 (16 tuổi) |         | Onze Créateurs     |
| 2  | TV | Moussa Bagayoko     | 10 tháng 1, 1985 (16 tuổi)  |         | Djoliba            |
| 3  | HV | Daouda Bagayoko     | 10 tháng 5, 1985 (16 tuổi)  |         | Damazon            |
| 4  | HV | Boucader Diallo     | 14 tháng 9, 1984 (16 tuổi)  |         | Stade Malien       |
| 5  | TV | Fako Keita          | 25 tháng 2, 1984 (17 tuổi)  |         | Stade Malien       |
| 6  | HV | Alhassane Touré     | 5 tháng 2, 1984 (17 tuổi)   |         | Djoliba            |
| 7  | TĐ | Lassana Diallo      | 18 tháng 4, 1984 (17 tuổi)  |         | Djoliba            |
| 8  | HV | Mamoutou Coulibaly  | 23 tháng 2, 1984 (17 tuổi)  |         | Centre Salif Keita |
| 9  | TĐ | Karim Tounkara      | 18 tháng 6, 1984 (17 tuổi)  |         | Djoliba            |
| 10 | TĐ | Alain Claude Traoré | 11 tháng 7, 1984 (17 tuổi)  |         | Stade Malien       |
| 11 | TĐ | Souleymane Dembélé  | 3 tháng 9, 1984 (17 tuổi)   |         | Stade Malien       |
| 12 | TV | Sidi Keita          | 20 tháng 3, 1985 (16 tuổi)  |         | Djoliba            |
| 13 | TĐ | Bakary Coulibaly    | 11 tháng 4, 1984 (17 tuổi)  |         | Djoliba            |
| 14 | HV | Modibo Cissé        | 20 tháng 5, 1985 (16 tuổi)  |         | Centre Salif Keita |
| 15 | HV | Drissa Diakité      | 18 tháng 2, 1985 (16 tuổi)  |         | Djoliba            |
| 16 | TV | Baba Balayira       | 24 tháng 8, 1985 (16 tuổi)  |         | Stade Malien       |
| 17 | TV | Drissa Diarra       | 7 tháng 7, 1985 (16 tuổi)   |         | Lecce              |
| 18 | TM | Boubacar Keita      | 24 tháng 12, 1984 (16 tuổi) |         | AS N'tomi          |

### Paraguay
Huấn luyện viên:  Eduardo Villalba
| Số | Vt | Cầu thủ            | Ngày sinh (tuổi)            | Số trận | Câu lạc bộ        |
| -- | -- | ------------------ | --------------------------- | ------- | ----------------- |
| 1  | TM | Marco Almeda       | 23 tháng 3, 1984 (17 tuổi)  |         | Cerro Porteño     |
| 2  | HV | César Ávalos       | 19 tháng 12, 1984 (16 tuổi) |         | Cerro Corá        |
| 3  | HV | Víctor Mareco      | 26 tháng 2, 1984 (17 tuổi)  |         | Olimpia           |
| 4  | HV | Ernesto Cristaldo  | 16 tháng 3, 1984 (17 tuổi)  |         | Cerro Porteño     |
| 5  | HV | Jorge Romero       | 3 tháng 5, 1984 (17 tuổi)   |         | Sol de América    |
| 7  | TV | Édgar Barreto      | 15 tháng 7, 1984 (17 tuổi)  |         | Cerro Porteño     |
| 8  | TV | Victorino Peralta  | 30 tháng 12, 1984 (16 tuổi) |         | Sportivo Luqueño  |
| 9  | TĐ | Aldo Jara          | 25 tháng 4, 1984 (17 tuổi)  |         | Cerro Porteño     |
| 10 | TĐ | Andrés Pérez Matto | 7 tháng 2, 1984 (17 tuổi)   |         | Olimpia           |
| 11 | TV | Blas López         | 14 tháng 3, 1984 (17 tuổi)  |         | Ayala             |
| 12 | TV | Armando Brítez     | 12 tháng 10, 1984 (16 tuổi) |         | Sol de América    |
| 13 | HV | Raúl Meza          | 24 tháng 3, 1984 (17 tuổi)  |         | Cerro Porteño     |
| 14 | TV | Anggello Machuca   | 14 tháng 9, 1984 (16 tuổi)  |         | Olimpia           |
| 15 | TV | Willian Arzamendia | 11 tháng 9, 1985 (16 tuổi)  |         | Tacuary           |
| 16 | TĐ | Derlis Florentín   | 9 tháng 1, 1984 (17 tuổi)   |         | Deportivo Humaitá |
| 17 | TĐ | Ariel Bernal       | 14 tháng 6, 1984 (17 tuổi)  |         | Union de Lamas    |
| 18 | TM | Antony Silva       | 27 tháng 2, 1984 (17 tuổi)  |         | Cerro Corá        |
| 19 | TĐ | Diego Agüero       | 10 tháng 2, 1984 (17 tuổi)  |         | Sport Colombia    |

### Iran
Huấn luyện viên:  Hamid Derakhshan
| Số | Vt | Cầu thủ             | Ngày sinh (tuổi)           | Số trận | Câu lạc bộ   |
| -- | -- | ------------------- | -------------------------- | ------- | ------------ |
| 1  | TM | Hassan Houri        | 11 tháng 2, 1985 (16 tuổi) |         | Foolad       |
| 2  | HV | Gemal Abbasi        | 9 tháng 4, 1985 (16 tuổi)  |         | Persepolis   |
| 3  | HV | Ali Alei            | 12 tháng 1, 1984 (17 tuổi) |         | Shahdari     |
| 4  | HV | Sheys Rezaei        | 21 tháng 3, 1984 (17 tuổi) |         | No club      |
| 5  | HV | Seyed Mirtoroughi   | 20 tháng 2, 1984 (17 tuổi) |         | Malavan      |
| 6  | HV | Amin Ashorizade     | 8 tháng 4, 1984 (17 tuổi)  |         | Malavan      |
| 7  | TV | Amir Aminifar       | 6 tháng 9, 1984 (17 tuổi)  |         | Esteghlal    |
| 8  | TĐ | Siavash Akbarpour   | 21 tháng 1, 1988 (13 tuổi) |         | Fajr Sepasi  |
| 9  | TĐ | Saeid Asadollahi    | 16 tháng 3, 1984 (17 tuổi) |         | Bank Melli   |
| 10 | TV | Mohammad Hamrang    | 3 tháng 9, 1984 (17 tuổi)  |         | Malavan      |
| 11 | TV | Mansour Ahmadzadeh  | 2 tháng 10, 1984 (16 tuổi) |         | Esteghlal    |
| 12 | HV | Mohammad Hasanvand  | 21 tháng 9, 1985 (15 tuổi) |         | No club      |
| 13 | TV | Hossein Kaebi       | 23 tháng 9, 1985 (15 tuổi) |         | Foolad       |
| 14 | HV | Mohsen Arzani       | 23 tháng 9, 1984 (16 tuổi) |         | Bank Melli   |
| 15 | TV | Hassan Bavifard     | 21 tháng 3, 1984 (17 tuổi) |         | Foolad Ahvaz |
| 16 | TĐ | Vahid Sharghi       | 9 tháng 2, 1985 (16 tuổi)  |         | Choka Talesh |
| 17 | HV | Ehsan Rasti         | 28 tháng 4, 1984 (17 tuổi) |         | Bargh Shiraz |
| 18 | TM | Seyed Mirtabatabaei | 21 tháng 2, 1984 (17 tuổi) |         | Esteghlal    |

### Costa Rica
Huấn luyện viên:  Juan Diego Quesada
| Số | Vt | Cầu thủ           | Ngày sinh (tuổi)            | Số trận | Câu lạc bộ         |
| -- | -- | ----------------- | --------------------------- | ------- | ------------------ |
| 1  | TM | Marco Herrera     | 4 tháng 7, 1984 (17 tuổi)   |         | Municipal Liberia  |
| 2  | HV | Eduardo Gómez     | 17 tháng 9, 1984 (16 tuổi)  |         | Municipal Liberia  |
| 3  | HV | Gabriel Badilla   | 30 tháng 6, 1984 (17 tuổi)  |         | Deportivo Saprissa |
| 4  | HV | Roger Estrada     | 12 tháng 3, 1984 (17 tuổi)  |         | Alajuelense        |
| 5  | TV | Saúl Phillips     | 3 tháng 10, 1984 (16 tuổi)  |         | Alajuelense        |
| 6  | HV | Carlos Johnson    | 10 tháng 7, 1984 (17 tuổi)  |         | Cartaginés         |
| 7  | TV | Paolo Jiménez     | 28 tháng 1, 1984 (17 tuổi)  |         | Cartaginés         |
| 8  | TĐ | Randall Azofeifa  | 30 tháng 12, 1984 (16 tuổi) |         | Deportivo Saprissa |
| 9  | TĐ | Gilberto Salas    | 29 tháng 6, 1984 (17 tuổi)  |         | Alajuelense        |
| 10 | TV | Christian Bolaños | 17 tháng 5, 1984 (17 tuổi)  |         | Deportivo Saprissa |
| 11 | TĐ | Kraesher Mooke    | 13 tháng 3, 1984 (17 tuổi)  |         | Envaco             |
| 12 | TĐ | Roy Miller        | 24 tháng 11, 1984 (16 tuổi) |         | Cartaginés         |
| 13 | TĐ | Armando Alonso    | 21 tháng 3, 1984 (17 tuổi)  |         | Alajuelense        |
| 14 | HV | Diego Mejias      | 1 tháng 1, 1984 (17 tuổi)   |         | Cartaginés         |
| 15 | TV | Jason Zúñiga      | 11 tháng 2, 1985 (16 tuổi)  |         | Municipal Liberia  |
| 16 | TV | Diego Gallo       | 16 tháng 2, 1986 (15 tuổi)  |         | Santos             |
| 17 | TĐ | Gustavo Pérez     | 18 tháng 9, 1984 (16 tuổi)  |         | Guanacaste         |
| 18 | TM | Pablo Quesada     | 24 tháng 2, 1984 (17 tuổi)  |         | Alajuelense        |